# Yoda purpurata
Yoda purpurata ist eine Art der Eichelwürmer, die in der Tiefsee lebt und bislang nur aus dem Nordatlantik bekannt ist. Sie wurde von ihren Erstbeschreibern aufgrund der weit abstehenden und an Ohren erinnernden Kragenränder nach dem fiktiven Charakter Yoda aus den Star-Wars-Filmen benannt.

## Merkmale
Die bislang bekannten vier Vertreter von Yoda purpurata erreichen eine Körperlänge von 12 bis 19 Zentimetern. Sie besitzen eine dunkel rot-violette Eichel (Proboscis), und auch der Kragen und die daran ansetzenden Genitalflügel, die dorsal über den vorderen Bereich des Hinterleibs (Metasoma) gelegt werden, sind entsprechend rot-violett gefärbt. Die hinteren Bereiche sind heller violett gefärbt.
Anders als alle bislang bekannten Eichelwürmer sind die Individuen von Yoda purpurata Hermaphroditen, besitzen also sowohl weibliche wie männliche Geschlechtsorgane. Sie sind in Form zahlreicher Hoden und Ovarien in den Genitalflügeln ausgebildet. Zwei Drittel der Breite des Kragens entfallen auf ein Paar sich allmählich verjüngender seitlicher Lippen, die jeweils dreimal so lang sind wie ihr Ansatzbereich. Ein konischer Nackenvorsprung ragt zusätzlich dorsal aus dem vorderen dorsalen Kragenrand auf beiden Seiten der Mittellinie heraus.

## Fundorte und Lebensweise
Wie fast alle bislang bekannten Arten der Torquaratoridae lebt auch Yoda purpurata im Bodenbereich der Tiefsee. Die bislang vier beschriebenen Individuen stammen aus Meerestiefen von etwa 2500 bis 2760 Metern im Nordatlantik (48° 43′ 48″ N, 28° 39′ 0″ W) und wurden mit Hilfe eines ferngesteuerten Unterwasserfahrzeugs (remotely operated vehicle, ROV) gefilmt und eingesammelt.
Die Tiere leben auf dem Meeresboden und hinterlassen eine unregelmäßig mäandernde Spur aus Fäzes. Auf Videoaufnahmen, die die Aufsammlung der Tiere vom Meeresboden zeigen, wird dokumentiert, dass die Tiere vergleichsweise fest am Boden kleben, wobei dafür ein von den Tieren produzierter besonders klebriger Schleim vermutet wird.

## Systematik
Yoda purpurata wurde 2012 als einzige Art der ebenfalls neu beschriebenen Gattung Yoda und zusammen mit zwei weiteren Arten der Eichelwürmer von einer internationalen Arbeitsgruppe um Imants G. Priede von der Scripps Institution of Oceanography aus La Jolla, Kalifornien, wissenschaftlich beschrieben. Alle drei Arten wurden in die Familie Torquaratoridae eingeordnet, die ebenfalls erst 2005 von Mitgliedern des Teams beschrieben und 2012 molekularbiologisch bestätigt wurde.
Die Gattung Yoda wurde aufgrund der weit ausladenden Seitenflügel des Kragens nach dem fiktiven Charakter Yoda aus den Star-Wars-Filmen benannt, da sie nach den Autoren an dessen Ohren erinnern. Der Artname purpurata leitet sich von der Lebendfärbung der Tiere ab, die laut Filmaufnahmen und Fotos dunkel rotviolett gefärbt sind.

## Belege
1. 1 2 3 4 5 6  Imants G. Priede, Karen J. Osborn, Andrey V. Gebruk, Dan Jones, David Shale, Antonina Rogacheva, Nicholas D. Holland: Observations on torquaratorid acorn worms (Hemichordata, Enteropneusta) from the North Atlantic with descriptions of a new genus and three new species. Invertebrate Biology 131 (3), September 2012; S.  244–257. doi:10.1111/j.1744-7410.2012.00266.x.
2. ↑  Nicholas D. Holland, David A. Clague, Dennis P. Gordon, Andrey Gebruk, David L. Pawson & Michael Vecchione: ‘Lophenteropneust’ hypothesis refuted by collection and photos of new deep-sea hemichordates. (Memento des Originals vom 29. August 2017 im Internet Archive)  Info: Der Archivlink wurde automatisch eingesetzt und noch nicht geprüft. Bitte prüfe Original- und Archivlink gemäß Anleitung und entferne dann diesen Hinweis. (PDF; 281 kB) Nature 434, Seite 374–376, 17. März 2005. doi:10.1038/nature03382.
3. ↑  Karen J. Osborn, Linda A. Kuhnz, Imants G. Priede, Makoto Urata, Andrey V. Gebruk & Nicholas D. Holland: Diversification of acorn worms (Hemichordata, Enteropneusta) revealed in the deep sea (PDF; 1,3 MB) Proceedings of the Royal Society Series B, November 2011. doi:10.1098/rspb.2011.1916.